# Sphaeriodesmus bruesi
Sphaeriodesmus bruesi är en mångfotingart som först beskrevs av Chamberlin 1918.  Sphaeriodesmus bruesi ingår i släktet Sphaeriodesmus och familjen Sphaeriodesmidae. Inga underarter finns listade i Catalogue of Life.